# Joan Porta i Perucho
Joan Porta i Perucho (La Torre de Cabdella, 1907 - Baronia de Rialb, 1999) va ser un mossèn català que va viure entre la Baronia de Rialb i l'exili en el temps de la guerra civil espanyola.
Vicari de Peramola des del 1931, el 1934 va ser nomenat rector de Pallerols. Amb l'inici de la guerra civil espanyola el 1936 va haver de deixar de dir missa i va anar a fer de mosso al mas proper de Ca l'Empordanès. Des d'allà intentà passar a França però la neu ho impedí. Ho tornà a intentar amb un altre sacerdot i la policia els va detenir i el van deixar en llibertat el 1937 per les gestions d'alguns familiars.
Va tornar a Pallerols a fer de pagès i es presentà com a voluntari per ajudar a fer trinxeres. Abans d'anar al front de l'Ebre es va escapar cap a Pallerols i al desembre va passar a Andorra amb una expedició. Va passar per França, Bilbao i Santander, restà detingut a la plaça de toros. Va tornar a Pallerols on va dir la primera missa el febrer del 1939 i hi va restar 13 anys. Va ser un dels testimonis de l'expedició en què Escrivà de Balaguer va passar a Andorra. Després passà a la Torre de Rialb 12 anys més i a Gualter 14 anys. En total ha estat 42 anys de sacerdot a la Baronia de Rialb.
Del 1973 al 1991 va anar a viure a la rectoria de Ponts i després a la Residència Sant Francesc de Balaguer, on morí als 92 anys. El 1983 li van fer un homenatge al poble amb paraules del bisbe, l'alcalde i el rector en aquell moment.